# Devítiúhelník

pravidelný devítiúhelník

Devítiúhelník (cizím slovem nonagon či enneagon) je rovinný geometrický útvar, mnohoúhelník s devíti vrcholy a devíti stranami.
Součet velikostí vnitřních úhlů konvexního devítiúhelníku je přesně 1260° (7π).
Pravidelný devítiúhelník je v podstatě složen z devíti shodných rovnoramenných trojúhelníků, jehož úhly při základně mají velikost {\displaystyle {\frac {7\pi }{18}}} a při vrcholu {\displaystyle {\frac {2\pi }{9}}}.

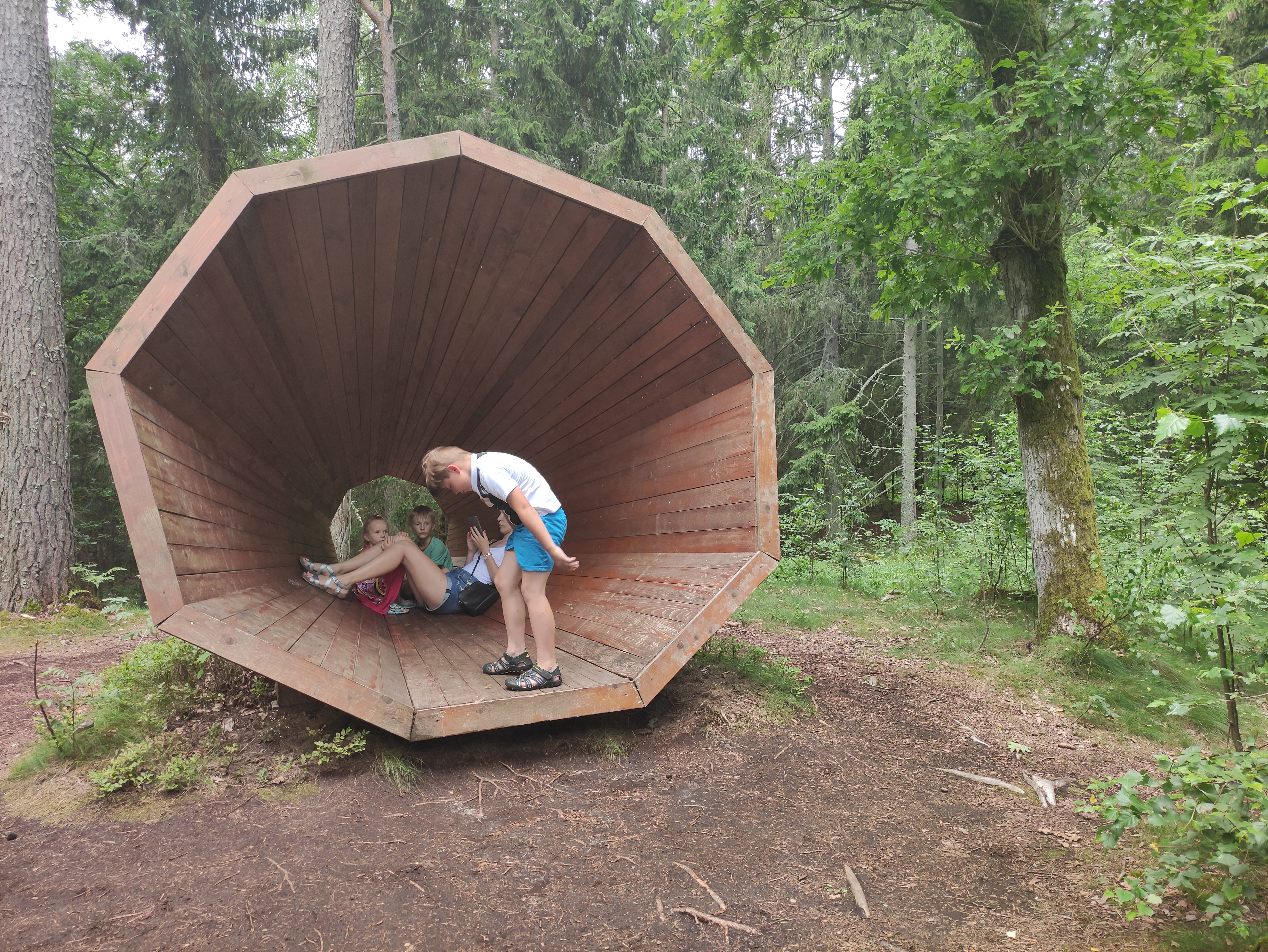
Garsų Gaudyklė v Litvě

## Parametry
Pro pravidelný devítiúhelník platí vzorce:
- Obvod: {\displaystyle o=9\cdot a}
- minimální průměr: {\displaystyle 2\cdot {\sqrt {r^{2}-a^{2}}}}
- obsah: {\displaystyle S={\frac {9}{2}}\cdot r^{2}\cdot \sin {\frac {2\pi }{9}}}

kde r je poloměr kružnice opsané devítiúhelníku, a je jeho strana.
Pro pravidelný devítiúhelník platí také tyto vzorce:
- o - obvod

{\displaystyle o=9*a}
kde a je délka strany
- r- poloměr kružnice vepsané

{\displaystyle r={\frac {\frac {a}{2}}{\tan {\frac {\pi }{9}}}}}
- plocha:

{\displaystyle S={\frac {9}{2}}*a*r=9*r^{2}*\tan({\frac {\pi }{9}})={\frac {9}{4}}*{\frac {a^{2}}{\tan({\frac {\pi }{9}})}}={\frac {9}{4}}*a^{2}*\cot({\frac {\pi }{9}})={\frac {9}{2}}*R^{2}*\sin({\frac {2\pi }{9}})}
- R - poloměr kružnice opsané

{\displaystyle R={\sqrt {({\frac {a}{2}})^{2}+r^{2}}}}
{\displaystyle R=r*\sec({\frac {\pi }{9}})}
{\displaystyle R^{2}*\cos ^{2}{\frac {\pi }{9}}=r^{2}}

## Konstrukce devítiúhelníku
Pravidelný devítiúhelník není možné sestrojit pouze za pomocí pravítka a kružítka. Dá se však sestrojit s odchylkou úhlů takto: